# Jamis-Sutter Home/Saison 2011
Dieser Artikel listet Erfolge und die Mannschaft des Radsportteams Jamis-Sutter Home in der Saison 2011 auf.

## Erfolge in der UCI America Tour
| Datum        | Rennen                             | Kat. | Sieger             |
| ------------ | ---------------------------------- | ---- | ------------------ |
| 5. Februar   | 9. Etappe Vuelta Ciclista de Chile | 2.2  | Tyler Wren         |
| 31. Juli     | 5. Etappe Tour do Rio              | 2.2  | Eric Schildge      |
| 5.–7. August | Gesamtwertung Tour of Elk Grove    | 2.2  | Luis Romero Amarán |

## Zugänge – Abgänge
| Zugänge                  | Team 2010                     | Abgänge                       | Team 2011                    |
| ------------------------ | ----------------------------- | ----------------------------- | ---------------------------- |
| Eric Schildge            | Mountain Khakis-Jittery Joe’s | Frank Travieso                | RealCyclist.com Cycling Team |
| José Antogna             | Neoprofi                      | Iván Domínguez                | Karriereende                 |
| Bradley Gehrig           | Neoprofi                      | Andrés Pereyra (bis 31. Juli) | Unbekannt                    |
| Weston Luzadder          | Neoprofi                      |                               |                              |
| Tom Zirbel (ab 1. April) | Dopingsperre                  |                               |                              |

## Mannschaft
| Name               | Geburtstag         | Nationalität       |
| ------------------ | ------------------ | ------------------ |
| José Antogna       | 21. Dezember 1976  | Argentinien        |
| Alejandro Borrajo  | 24. April 1980     | Argentinien        |
| Aníbal Borrajo     | 16. November 1982  | Argentinien        |
| Tucker Brown       | 5. März 1985       | Vereinigte Staaten |
| James Driscoll     | 11. November 1986  | Vereinigte Staaten |
| Nick Frey          | 9. März 1987       | Vereinigte Staaten |
| Bradley Gehrig     | 20. September 1986 | Vereinigte Staaten |
| Andy Guptill       | 17. März 1983      | Vereinigte Staaten |
| Weston Luzadder    | 22. Juni 1990      | Vereinigte Staaten |
| Guido Palma        | 9. Januar 1987     | Argentinien        |
| Luis Romero Amarán | 7. April 1979      | Kuba               |
| Eric Schildge      | 29. April 1988     | Vereinigte Staaten |
| Jackie Simes       | 5. November 1988   | Vereinigte Staaten |
| Tyler Wren         | 4. März 1981       | Vereinigte Staaten |
| Tom Zirbel         | 30. Oktober 1978   | Vereinigte Staaten |

## Platzierungen in UCI-Ranglisten
UCI America Tour 2011
|      | Fahrer             | Punkte |
| ---- | ------------------ | ------ |
| 42.  | Luis Romero Amarán | 49     |
| 79.  | Tom Zirbel         | 32     |
| 118. | Alejandro Borrajo  | 22     |
| 161. | Tyler Wren         | 16     |
| 214. | Aníbal Borrajo     | 11     |
| 276. | Eric Schildge      | 8      |
| 363. | José Antogna       | 3      |
| 364. | James Driscoll     | 3      |